# Пронин, Николай Нилович
Николай Нилович Пронин (10 февраля 1895, с. Береза, Смоленская губерния — 9 апреля 1967, Москва) — советский военный деятель, генерал-лейтенант (1944 год).

## Биография
Николай Нилович Пронин родился 10 февраля 1895 года в селе Береза ныне Оленинского района Тверской области.
С 1916 года Пронин служил в русской императорской армии. В том же году был выпущен из Алексеевского военного училища в чине поручика.
Принимал участие в Первой мировой войне на Северо-Западном фронте на должности командира роты.
С 1919 года Николай Нилович Пронин служил в рядах РККА. В ходе Гражданской войны Пронин принимал участие в боях с белополяками, а также в ликвидации вооруженных формирований на Украине.
С 1919 года Николай Нилович Пронин служил на должностях командира роты, помощника командира полка, командира стрелкового батальона, начальника штаба стрелковой дивизии Белорусского Военного округа.
В 1927 году закончил Военную академию имени М. В. Фрунзе.
С 1934 года Пронин работал на должности начальника кафедры общей тактики Военной академии имени М. В. Фрунзе. С 1938 года временно исполнял должность заместителя по учебной и научной работе начальника этой академии. В 1939 году был назначен на должность начальника командного факультета Военной академии имени М. В. Фрунзе.
В июне 1941 года Николай Нилович Пронин был назначен на должность командира 1-й Московской стрелковой дивизии (Западный фронт), занимавшей оборону в районе Можайска.
В июле 1941 года был назначен на должность командующего 34-й армией (Северо-Западный фронт), которая под его командованием принимала участие во фронтовом контрударе в районе Старой Руссы.
В сентябре 1941 года был назначен на должность начальника Главного управления всеобщего военного обучения НКО.
С июня 1946 года Пронин работал на должности старшего инспектора Инспекции стрелковых войск Главной инспекции Сухопутных войск.
В октябре 1951 года был назначен на должность председателя Московского городского оргкомитета Добровольного общества содействия армии, авиации и флоту.
В 1953 году генерал-лейтенант Николай Нилович Пронин вышел в отставку. Жил в Москве, умер 9 апреля 1967 года.

## Награды
- орден Ленина (21.02.1945[1]);
- два ордена Красного Знамени (03.11.1944[1], 15.11.1950[1]);
- медали СССР.